# Richie Porte
Richard Julian "Richie" Porte, född 30 januari 1985, är en australisk professionell cyklist. Sedan säsongen 2016 tävlar han för UCI World Tour-laget BMC Racing Team.
Porte slog igenom 2010 när han placerade sig sjua totalt i Giro d'Italia, samtidigt som han vann ungdomstävlingen. Inför 2012 års säsong flyttade Porte till Team Sky, där han under sin första säsong i stallet hjälpte Bradley Wiggins att vinna Tour de France. 2013 vann han etapploppet Paris-Nice, innan han hjälpte Chris Froome att vinna Tour de France senare under året. 2015 vann han etapploppen Paris-Nice, Katalonien runt och Giro del Trentino under våren.